# Jiradej Setabundhu
Jiradej Setabundhu (Thai: จิรเดช เสตะพันธุ, Aussprache: [ʤi.ra.det.set.ta.pʰan]; * 1967) ist ein thailändischer Komponist.

## Leben
Jiradej studierte Komposition an der Chulalongkorn-Universität in Bangkok, University of Southern California und Northwestern University (Ph.D.) in Chicago. Zu seinen Lehrern gehören Martin William Karlins, Michael Pisaro, Amnon Wolman, Bruce Gaston, Marta Ptaszyńska, Stephen Syverud, Pi Kappa Lambda und Donald Crockett. Er war Mitglied des Fong Naam Ensembles und unterrichtet an der Rangsit-Universität in Bangkok. Seine Musik wurde in Asien, Europa und den USA aufgeführt.

## Preise
- 1996: ACL Yoshiro IRINO Memorial Prize